# Gòs
Gòs (en francès Goos) és un municipi francès situat al departament de les Landes i a la regió de la Nova Aquitània.

## Demografia
| 1962                                       | 1968 | 1975 | 1982 | 1990 | 1999 | 2007 |
| ------------------------------------------ | ---- | ---- | ---- | ---- | ---- | ---- |
| 368                                        | 377  | 329  | 361  | 437  | 423  | 513  |
| Des de 1962: població sense dobles comptes |      |      |      |      |      |      |

## Administració
| Període   | Identitat       | Partit |
| --------- | --------------- | ------ |
| 1947-1977 | Fernand Nozères |        |
| 1977-1984 | Gaston Deslous  |        |
| 1984-     | Vincent Lagrola |        |